# José Ricardo Pérez
Pour les articles homonymes, voir Pérez.
José Ricardo Pérez, né le 24 octobre 1963 à Manizales (Colombie), est un footballeur colombien, qui évoluait au poste de milieu défensif à Once Caldas, à l'Atlético Junior, à Atlético Nacional, à l'Independiente Santa Fe et à l'Independiente Santa Fe ainsi qu'en équipe de Colombie.
Pérez marque un but lors de ses dix-neuf sélections avec l'équipe de Colombie entre 1987 et 1997. Il participe à la coupe du monde de football en 1990 et à la Copa América en 1987 et 1993 avec la Colombie.

## Carrière
- 1981-1986 : Once Caldas
- 1987 : Atlético Junior
- 1987-1992 : Atlético Nacional
- 1993-1994 : Independiente Santa Fe
- 1995 : Independiente Medellín [1]

## Palmarès

### En équipe nationale
- 19 sélections et 1 but avec l'équipe de Colombie entre 1987 et 1997.
- Huitième-de-finaliste de la coupe du monde 1990.
- Troisième de la Copa América 1987 et de la Copa América 1993.

### Avec l'Atlético Nacional
- Vainqueur de la Copa Libertadores en 1989.
- Vainqueur de la Copa Interamericana en 1990.
- Vainqueur du Championnat de Colombie de football en 1991.